# Mygdon (fils de Poséidon)
Pour les articles homonymes, voir Mygdon.
Dans la mythologie grecque, Mygdon (en grec ancien Μύγδων / Mygdôn) est roi des Bébryces.
Frère d'Amycos, et donc fils de Poséidon, une guerre l'oppose à Lycos, roi des Mariandynes. Mygdon est finalement tué par Héraclès lorsque celui-ci prête main-forte à Lycos.

## Sources
- Pseudo-Apollodore, Bibliothèque [détail des éditions] [lire en ligne], II, 5, 9.